# 栄養士法
栄養士法（えいようしほう、昭和22年12月29日法律第245号）は、栄養士、管理栄養士全般の職務・資格などに関する日本の法律である。
1948年（昭和23年）1月1日に施行された。